# Fall (槇原敬之の曲)
「Fall」（フォール）は、槇原敬之の45枚目のシングル。2014年11月19日にBuppuレーベルから発売された。

## 概要
槇原敬之デビュー25周年シングルの第一弾。日本テレビ系列水曜ドラマ『きょうは会社休みます。』主題歌で、ドラマのための書き下ろし。恋愛を知らない女性が恋を知り新しい世界に落ちていくというドラマのシナリオに準えた詞、槇原の初期作品を窺わせるアップテンポなディスコ調のサウンド。槇原は本作について「人とふれあって生きていくことには不安や面倒なことがつきものであるという考えから、意図的にFallの後に"in love"と付記していない」と語っている。C/W「新しいドア」はMBSがん検診啓発キャンペーン「MBS Jump Over Cancer」のテーマ曲として書き下ろした。

## 収録曲
作詞・作曲・編曲：槇原敬之
1. Fall
2. 新しいドア
3. Fall（Backing Track）
4. 新しいドア（Backing Track）